# Favela do Rodo
Favela do Rollas (conhecida popularmente como Favela do Rodo) é uma favela localizada no bairro de Santa Cruz, na Zona Oeste da Cidade do Rio de Janeiro.                                         
A favela é dividida em dois blocos: Rollas I e Rollas II, que podem ser subdivididos nas seguintes regiões: Marcola, Colina, Prédios, Jaú, Maravilha e Praça. Possui uma população estimada em cerca de 30.000 habitantes. Suas principais entradas são através da Avenida Antares, avenida Cesário de Melo e da Rua Felipe Cardoso.
Além disso, Rollas faz divisa com a favela do Antares, também localizada em Santa Cruz.

## Pessoas notáveis
- MC Poze do Rodo, nascido na Comunidade do Rodo;